# إيلين (فلم)
إيلين (بالإنجليزية: Eileen) هو فيلم إثارة نفسية لعام 2023 من إخراج ويليام أولدرويد، استنادًا إلى رواية عام 2015 التي تحمل نفس الاسم للكاتبة أوتيسا موشفيغ التي شاركت في كتابة السيناريو مع زوجها لوك جويبل. من بطولة توماسين ماكنزي، وآن هاثاواي، وشيا ويجهام، ومارين أيرلند، وأوين تيج. تدور أحداث الفيلم في ولاية ماساتشوستس في ستينيات القرن الماضي، ويتتبع العلاقة الطفيلية بين امرأتين تعملان في منشأة لاحتجاز الأحداث.
عُرضت إيلين لأول مرة في مهرجان صندانس السينمائي في 21 يناير 2023، وتم إصدارها في دور عرض مختارة في الولايات المتحدة في 1 ديسمبر 2023 بواسطة نيون، قبل أن تتوسع على نطاق واسع في 8 ديسمبر 2023. تلقى الفيلم مراجعات إيجابية من النقاد.

## طاقم التمثيل
- توماسين ماكنزي في دور إيلين دنلوب
- آن هاثاواي بدور ريبيكا
- شيا ويجهام في دور جيم دنلوب
- مارين أيرلند في دور ريتا بولك
- سام نيفولا في دور لي بولك
- أوين تيج في دور راندي
- جيفرسون وايت في دور باك وارن
- تونيي باتانو في دور السيدة ستيفنز
- سيوبهان فالون هوجان في دور السيدة موراي

## الإطلاق
بدأت إيلين إصدارًا مسرحيًا محدودًا في الولايات المتحدة في 1 ديسمبر 2023 قبل أن تتوسع على نطاق واسع بعد أسبوع (8 ديسمبر). تم عرض الفيلم لأول مرة في مهرجان صندانس السينمائي 2023 في 21 يناير 2023. في مارس 2023، حصلت نيون على حقوق توزيع الفيلم في أمريكا الشمالية مقابل 15 مليون دولار. في يوليو 2023، حصلت شركة فوكس فيتشرز على حقوق التوزيع العالمية للفيلم خارج أمريكا الشمالية، مع شركة يونيفرسال بيكشرز الأم التي تتولى التوزيع نيابة عنها ومن المقرر عرض الفيلم في دور العرض في المملكة المتحدة وأيرلندا في نفس يوم إصداره المحدود. في الولايات المتحدة.